# 泡 (King Gnuの曲)
「泡」（あぶく）は、King Gnuの5作目のデジタル配信限定シングル。2021年3月5日に各音楽配信サービスにてリリースされた。映画『太陽は動かない』と、テレビドラマ『太陽は動かない -THE ECLIPSE-』の主題歌に起用された。

## 背景
前作のシングル『三文小説/千両役者』から約3か月ぶりのリリースとなり、2021年初のリリースとなった。配信シングルでは『傘』から約1年半ぶりのリリースとなっている。楽曲は、前身バンドのSrv.Vinci時代に制作された楽曲「ABUKU」のリメイクである。

## 音楽性
楽曲の音楽性は、プリズマイザー的なボーカルエフェクトや、全体を貫く浮遊感が特徴とされている。批評家のimdkmは「2010年代初頭のポストダブステップを思わせる」と形容している。

## ミュージックビデオ
ミュージックビデオは、楽曲がリリースされた3月5日の20:00にYouTubeにてプレミア公開された。ビデオには全編にわたって俳優の森山未來が出演しており、ダンサーとしても定評のある森山が水中で魚のように魅せるものとなっている。アートディレクターのOSRINは「そこにあったものがなくなるって 今でも不思議な感覚で また触れたいだとか また会いたいだとかを まっすぐに映像の中に入れたいと思いました。表現者として森山さんの繊細な動き、圧倒的な体力がなければ実現できなかったですね。」コメントした。MVの再生回数は、解禁から24時間たたずに100万回を突破した。